# マーティ (映画)
『マーティ』（Marty）は、1953年に放送されたアメリカのテレビドラマ、および1955年に公開されたアメリカ映画。共に、監督・演出をデルバート・マンが、脚本をパディ・チャイエフスキーが務めた。

## ストーリー
ニューヨークの下町、ブロンクスの肉屋で働くイタリア系アメリカ人・マーティは34歳。心根は優しいが太っていて醜男であることから上手く女性と付き合えない。一緒に暮らす母テレサや知人は早く結婚して家庭を持つよう口うるさく言うが、デートも思うようにならないのだ。出会いを求めて行ったダンスホールでマーティは、容姿のせいで男性から置き去りにされたクララがひそかに泣いているのを慰めた。二人はその夜意気投合し楽しい時間を過ごすが、恋人のいない友人アンジーや結婚を勧めていた母さえも、クララとの交際を喜んでくれない。

## テレビドラマ版
NBCの単発テレビドラマ番組「Television Playhouse」（フィルコ社とグッドイヤー社が隔週交互に一社提供）の1エピソード（第5シーズンの第23回）として、1953年5月24日に放送された。当時のテレビはVTRが開発される以前であり、実用的な収録技術が無かった。そのため、このドラマは生放送であった（この番組のみならず、当時のテレビ番組のほとんどは生放送であった）。
このドラマが生まれたきっかけは、以前にデルバート・マンとチャイエフスキーが、同じ「The Goodyear Television Playhouse」枠のテレビドラマ『The Reluctant Citizen』のリハーサルをしていた時のことである。リハーサルに使用していたホテルでは当時、求婚者によるお見合いパーティが行われており、その会場に男女がダンスをする旨の案内が張られていた。これがチャイエフスキーの目に留まり、ダンスフロアにおける男女の恋愛劇を考案。すぐさまデルバート・マンや、プロデューサーのフレッド・コーに提案し、執筆したのが本作品である。
本編の映像は、キネコ（ブラウン管の映像をフィルムに転写する技術）での録画により、フィルムで現存している。1963年2月17日 - 20日にニューヨーク近代美術館で開催された「Television USA: Thirteen Seasons」という展覧会では、このキネコフィルムが公開されたことがある。また、かつてVHSでビデオソフト化されたことがある。近年では、アメリカ国内において販売された「The Golden Age of Television」という3枚組DVDセットの中に、本作品が収録されている。

### キャスト
- マーティ・ピレッティ：ロッド・スタイガー
- クララ・スナイダー：ナンシー・マーシャン
- テレサ（マーティの母）：エスター・ミンチオッティ
- アンジー（マーティの友人）：ジョー・マンテル
- キャサリン：オーガスタ・チオリ
- ヴァージニア：ベッツィ・パーマー
- トミー：リー・フィリップス
- 女：ロッサナ・サン・マルコ
- バーテンダー：ハワード・ケイン
- 批評家：ネヘミア・パーソフ
- 青年：ドン・ゴードン
- パッツィ：アンドリュー・ヘラルド
- ダンサー：ジョージ・マハリス

### スタッフ
- 演出：デルバート・マン
- 脚本：パディ・チャイエフスキー
- プロデューサー：フレッド・コー
- アソシエイトプロデューサー：ゴードン・ダフ
- 撮影：アル・マクレーラン
- 美術：オーティス・リグス
- 衣装：ローズ・ボグダノフ
- 照明：レオ・ファレンコフ
- 技術：H.L.フォーカーツ
- ナレーター：ダーワード・カービイ（当時NBCアナウンサー）

## 映画版

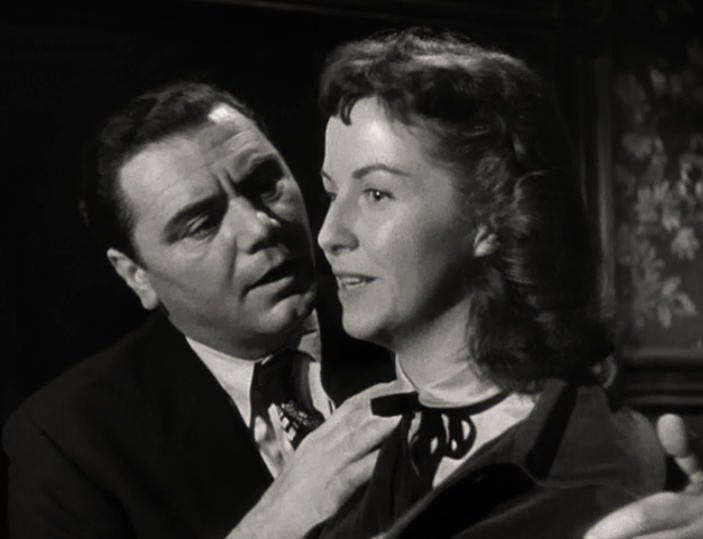
アーネスト・ボーグナイン(左)とベッツィ・ブレア(予告編から)

1955年4月11日に公開。主役の心優しいぶ男・マーティは、悪役俳優だったアーネスト・ボーグナイン、ヒロインの美人だが冴えない女・クララはベッツィ・ブレアが演じた。等身大の男女の恋愛映画との評価を得てヒットした。なお、エスター・ミンチオッティとジョー・マンテルがテレビドラマ版と同じ役で出演しており、監督や脚本もテレビドラマ版と同じく、デルバート・マンとチャイエフスキーが務めた。
第28回アカデミー賞で8部門にノミネートされ、作品賞、監督賞（デルバート・マン）、主演男優賞（アーネスト・ボーグナイン）、脚色賞（パディ・チャイエフスキー）の4部門を受賞した。
また、第8回カンヌ国際映画祭において最高賞であるパルム・ドールも受賞している。アカデミー作品賞とカンヌの最高賞を同時に受賞した作品は『失われた週末』（1945年）、『パラサイト 半地下の家族』（2019年）、『アノーラ』（2024年）と『マーティ』の４作品だけである。

### ストーリー
ブロンクスの精肉店を営む独身男、マーティ。老いた母親と二人暮らしの彼は周りから結婚をせかされているが、容姿にコンプレックスを抱いていた。ある日、友人に誘われて行ったダンス・ホールに美人だが冴えない女・クララと出会う。二人は意気投合し、互いに惹かれていくが、彼の友人や母親は彼女に興味を示さない。そればかりか反感さえ匂わせる。周囲の目を気にしたマーティは思い悩み、約束した夜のデートをすっぽかしてしまう。

### キャスト
| 役名                         | 俳優                     | 日本語吹替                                   |
| 役名                         | 俳優                     | NETテレビ版                                  |
| ---------------------------- | ------------------------ | -------------------------------------------- |
| マーティ・ピレッティ         | アーネスト・ボーグナイン | 小松方正                                     |
| クララ・スナイダー           | ベッツィ・ブレア         | 本山可久子                                   |
| テレサ（マーティの母）       | エスター・ミンチオッティ | 桜井良子                                     |
| アンジー（マーティの友人）   | ジョー・マンテル         | 大山豊                                       |
| ヴァージニア                 | カレン・スティール       | 小原乃梨子                                   |
| トーマス                     | ジェリー・パリス         | 村越伊知郎                                   |
| キャサリン（マーティの叔母） | オーガスタ・チオッリ     | 北原文枝                                     |
| ラルフ                       | フランク・サットン       | 内海賢二                                     |
| 不明 その他                  |                          | 矢田耕司 村松康雄 今西正男 川路夏子 園田昌子 |
|                              |                          |                                              |
| 演出                         | 演出                     | 内池望博 中村忠康                            |
| 翻訳                         | 翻訳                     | 森田瑠美                                     |
| 効果                         | 効果                     | 芦田公雄 高橋前                              |
| 調整                         |                          |                                              |
| 制作                         | 制作                     | 東北新社                                     |
| 解説                         | 解説                     | 淀川長治                                     |
| 初回放送                     | 初回放送                 | 1967年4月1日 『土曜洋画劇場』 21:00-23:00    |

### スタッフ
- 監督：デルバート・マン
- 脚本：パディ・チャイエフスキー
- 製作：バート・ランカスター（クレジットされなかったが、予告編に登場する）

### その他
- 1994年には、アメリカ議会図書館から「文化的、歴史的、美学的に重要な作品」との評価を受け、アメリカ国立フィルム登録簿に登録、同図書館へ永久保存されることとなった。
- 1950年代にNBCで放送されたクイズ番組『21』（トゥエンティ・ワン）で、番組側の解答者に対する不正な結果操作が行われたが、その時の問題が「1955年にアカデミー作品賞を受賞した映画は?」というものであった。解答者は『マーティ』が正解であることを知っていたものの、番組側やスポンサー側の圧力に追い詰められ、わざと誤答することとなった。この事件は1994年に『クイズ・ショウ』として映画化されたことでも有名である。